# Haldan Keffer Hartline
Haldan Keffer Hartline, né le 22 décembre 1903 aux États-Unis et mort le 17 mars 1983, est un médecin et neurophysiologiste américain. Il reçoit le Prix Nobel de médecine en 1967.

## Biographie
Haldan Keffer Hartline fait ses études de médecine à l'université Johns-Hopkins de Baltimore où il est diplômé de médecine en 1927. Après des post-doctortats à Leipzig et Munich en Allemagne, il rentre aux États-Unis et deviendra directeur du département de biophysique de l'université Johns-Hopkins en 1949. En 1953, il s'installe à New York et devient professeur de neurophysiologie à l'université Rockefeller.
En 1967, il est corécipiendaire du Prix Nobel de médecine avec les américains Ragnar Granit et George Wald pour leurs travaux sur l'œil. Son épouse née Elizabeth Kraus est décédée en 2001 à 91 ans.

## Apport scientifique
Ses travaux scientifiques ont principalement concernés la compréhension des réponses électriques dans la rétine à l'aide de l'utilisation de modèle animaux possédant des organes oculaires simples comme certains arthropodes, mollusques. Son modèle d'étude de prédilection était la limule. Il obtient les premiers enregistrements d'influx nerveux du nerf optique stimulé par la lumière et démontra l'interconnexion des cellules photoréceptrices de la rétine permettant une description physiologique des mécanismes de la vision.